# Migliori marcatori stagionali della NBA

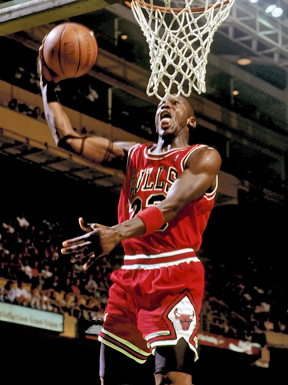
La guardia tiratrice Michael Jordan detiene il record di riconoscimenti di miglior marcatore stagionale NBA, vincendolo 10 volte, di cui 7 consecutive

Nella NBA, il riconoscimento di miglior marcatore stagionale è assegnato al giocatore che termina la stagione regolare con la più alta media-punti a partita. I punti sono accumulati tramite i tiri liberi e i tiri dal campo, di cui fanno parte anche i tiri da tre, introdotti nella lega con la stagione 1979-1980.
Originariamente il vincitore era determinato dal totale dei punti segnati, piuttosto che dalla media, criterio adottato a partire dalla stagione 1969-1970. Inoltre, dalla stagione 2013-2014, per essere eleggibili al premio i giocatori devono apparire in almeno 58 partite delle 82 totali. Il numero di partite richieste è mutato in più occasioni durante la storia della lega, stabilizzandosi a 70 tra la stagione 1969-1970 e la stagione 2012-2013 (fatta eccezione per i lockout del 1998 e 2011), per poi essere ridotto.

## Elenco vincitori
| * | Membro del Naismith Memorial Basketball Hall of Fame |

| Stagione  | Giocatore                | Pos. | Squadra                 | Partite | Tiri totali realizzati | Tiri da tre realizzati | Tiri liberi realizzati | Punti totali | Punti a partita | Note            |
| --------- | ------------------------ | ---- | ----------------------- | ------- | ---------------------- | ---------------------- | ---------------------- | ------------ | --------------- | --------------- |
| 1946-1947 | Joe Fulks*               | A/C  | Philadelphia Warriors   | 60      | 475                    | -                      | 439                    | 1389         | 23,2            | [ 3 ] [ 4 ]     |
| 1947-1948 | Max Zaslofsky            | G/A  | Chicago Stags           | 48      | 373                    | -                      | 261                    | 1007         | 21,0            | [ 6 ] [ 7 ]     |
| 1948-1949 | George Mikan*            | C    | Minneapolis Lakers      | 60      | 583                    | -                      | 532                    | 1698         | 28,3            | [ 8 ] [ 9 ]     |
| 1949-1950 | George Mikan* (2)        | C    | Minneapolis Lakers      | 68      | 649                    | -                      | 567                    | 1865         | 27,4            | [ 9 ] [ 10 ]    |
| 1950-1951 | George Mikan* (3)        | C    | Minneapolis Lakers      | 68      | 678                    | -                      | 576                    | 1932         | 28,4            | [ 9 ] [ 11 ]    |
| 1951-1952 | Paul Arizin*             | A/G  | Philadelphia Warriors   | 66      | 548                    | -                      | 578                    | 1674         | 25,4            | [ 12 ] [ 13 ]   |
| 1952-1953 | Neil Johnston*           | C    | Philadelphia Warriors   | 70      | 504                    | -                      | 556                    | 1564         | 22,3            | [ 14 ] [ 15 ]   |
| 1953-1954 | Neil Johnston* (2)       | C    | Philadelphia Warriors   | 72      | 591                    | -                      | 577                    | 1759         | 24,5            | [ 15 ] [ 16 ]   |
| 1954-1955 | Neil Johnston* (3)       | C    | Philadelphia Warriors   | 72      | 521                    | -                      | 589                    | 1631         | 22,7            | [ 15 ] [ 17 ]   |
| 1955-1956 | Bob Pettit*              | A/C  | St. Louis Hawks         | 72      | 646                    | -                      | 557                    | 1849         | 25,7            | [ 18 ] [ 19 ]   |
| 1956-1957 | Paul Arizin* (2)         | A/G  | Philadelphia Warriors   | 71      | 613                    | -                      | 591                    | 1817         | 25,6            | [ 13 ] [ 20 ]   |
| 1957-1958 | George Yardley*          | A/G  | Detroit Pistons         | 72      | 673                    | -                      | 655                    | 2001         | 27,8            | [ 21 ] [ 22 ]   |
| 1958-1959 | Bob Pettit* (2)          | A/C  | St. Louis Hawks         | 72      | 719                    | -                      | 667                    | 2105         | 29,2            | [ 19 ] [ 23 ]   |
| 1959-1960 | Wilt Chamberlain*        | C    | Philadelphia Warriors   | 72      | 1065                   | -                      | 577                    | 2707         | 37,6            | [ 25 ] [ 26 ]   |
| 1960-1961 | Wilt Chamberlain* (2)    | C    | Philadelphia Warriors   | 79      | 1251                   | -                      | 531                    | 3033         | 38,4            | [ 26 ] [ 27 ]   |
| 1961-1962 | Wilt Chamberlain* (3)    | C    | Philadelphia Warriors   | 80      | 1597                   | -                      | 835                    | 4029         | 50,4            | [ 26 ] [ 29 ]   |
| 1962-1963 | Wilt Chamberlain* (4)    | C    | San Francisco Warriors  | 80      | 1463                   | -                      | 660                    | 3586         | 44,8            | [ 26 ] [ 30 ]   |
| 1963-1964 | Wilt Chamberlain* (5)    | C    | San Francisco Warriors  | 80      | 1204                   | -                      | 540                    | 2948         | 36,9            | [ 26 ] [ 31 ]   |
| 1964-1965 | Wilt Chamberlain* (6)    | C    | San Francisco Warriors  | 73      | 1063                   | -                      | 408                    | 2534         | 34,7            | [ 26 ] [ 32 ]   |
| 1965-1966 | Wilt Chamberlain* (7)    | C    | Philadelphia 76ers      | 79      | 1074                   | -                      | 501                    | 2649         | 33,5            | [ 26 ] [ 33 ]   |
| 1966-1967 | Rick Barry*              | A    | San Francisco Warriors  | 78      | 1011                   | -                      | 753                    | 2775         | 35,6            | [ 34 ] [ 35 ]   |
| 1967-1968 | Dave Bing*               | G    | Detroit Pistons         | 79      | 835                    | -                      | 472                    | 2142         | 27,1            | [ 37 ] [ 38 ]   |
| 1968-1969 | Elvin Hayes*             | A/C  | San Diego Rockets       | 82      | 930                    | -                      | 467                    | 2327         | 28,4            | [ 40 ] [ 41 ]   |
| 1969-1970 | Jerry West*              | G/A  | Los Angeles Lakers      | 74      | 831                    | -                      | 647                    | 2309         | 31,2            | [ 43 ] [ 44 ]   |
| 1970-1971 | Lew Alcindor*            | C    | Milwaukee Bucks         | 82      | 1063                   | -                      | 470                    | 2596         | 31,7            | [ 46 ] [ 47 ]   |
| 1971-1972 | Kareem Abdul-Jabbar* (2) | C    | Milwaukee Bucks         | 81      | 1159                   | -                      | 504                    | 2822         | 34,8            | [ 47 ] [ 48 ]   |
| 1972-1973 | Nate Archibald*          | G    | Kansas City-Omaha Kings | 80      | 1028                   | -                      | 663                    | 2719         | 34,0            | [ 49 ] [ 50 ]   |
| 1973-1974 | Bob McAdoo*              | C/A  | Buffalo Braves          | 74      | 901                    | -                      | 459                    | 2261         | 30,6            | [ 51 ] [ 52 ]   |
| 1974-1975 | Bob McAdoo* (2)          | C/A  | Buffalo Braves          | 82      | 1095                   | -                      | 641                    | 2831         | 34,5            | [ 52 ] [ 53 ]   |
| 1975-1976 | Bob McAdoo* (3)          | C/A  | Buffalo Braves          | 78      | 934                    | -                      | 559                    | 2427         | 31,1            | [ 52 ] [ 54 ]   |
| 1976-1977 | Pete Maravich*           | G    | New Orleans Jazz        | 73      | 886                    | -                      | 501                    | 2273         | 31,1            | [ 55 ] [ 56 ]   |
| 1977-1978 | George Gervin*           | G/A  | San Antonio Spurs       | 82      | 864                    | -                      | 504                    | 2232         | 27,2            | [ 58 ] [ 59 ]   |
| 1978-1979 | George Gervin* (2)       | G/A  | San Antonio Spurs       | 80      | 947                    | -                      | 471                    | 2365         | 29,6            | [ 59 ] [ 60 ]   |
| 1979-1980 | George Gervin* (3)       | G/A  | San Antonio Spurs       | 78      | 1024                   | 32                     | 505                    | 2585         | 33,1            | [ 59 ] [ 61 ]   |
| 1980-1981 | Adrian Dantley*          | A/G  | Utah Jazz               | 80      | 909                    | 2                      | 632                    | 2452         | 30,7            | [ 62 ] [ 63 ]   |
| 1981-1982 | George Gervin* (4)       | G/A  | San Antonio Spurs       | 79      | 993                    | 10                     | 555                    | 2551         | 32,3            | [ 59 ] [ 64 ]   |
| 1982-1983 | Alex English*            | A    | Denver Nuggets          | 82      | 959                    | 2                      | 406                    | 2326         | 28,4            | [ 65 ] [ 66 ]   |
| 1983-1984 | Adrian Dantley* (2)      | A/G  | Utah Jazz               | 79      | 802                    | 1                      | 813                    | 2418         | 30,6            | [ 63 ] [ 67 ]   |
| 1984-1985 | Bernard King*            | A    | New York Knicks         | 55      | 691                    | 1                      | 426                    | 1809         | 32,9            | [ 69 ] [ 70 ]   |
| 1985-1986 | Dominique Wilkins*       | A/G  | Atlanta Hawks           | 78      | 888                    | 13                     | 577                    | 2366         | 30,3            | [ 72 ] [ 73 ]   |
| 1986-1987 | Michael Jordan*          | G    | Chicago Bulls           | 82      | 1098                   | 12                     | 833                    | 3041         | 37,1            | [ 74 ] [ 75 ]   |
| 1987-1988 | Michael Jordan* (2)      | G    | Chicago Bulls           | 82      | 1069                   | 7                      | 723                    | 2868         | 35,0            | [ 75 ] [ 76 ]   |
| 1988-1989 | Michael Jordan* (3)      | G    | Chicago Bulls           | 81      | 966                    | 27                     | 674                    | 2633         | 32,5            | [ 75 ] [ 77 ]   |
| 1989-1990 | Michael Jordan* (4)      | G    | Chicago Bulls           | 82      | 1034                   | 92                     | 593                    | 2753         | 33,6            | [ 75 ] [ 78 ]   |
| 1990-1991 | Michael Jordan* (5)      | G    | Chicago Bulls           | 82      | 990                    | 29                     | 571                    | 2580         | 31,5            | [ 75 ] [ 79 ]   |
| 1991-1992 | Michael Jordan* (6)      | G    | Chicago Bulls           | 80      | 943                    | 27                     | 491                    | 2404         | 30,1            | [ 75 ] [ 80 ]   |
| 1992-1993 | Michael Jordan* (7)      | G    | Chicago Bulls           | 78      | 992                    | 81                     | 476                    | 2541         | 32,6            | [ 75 ] [ 81 ]   |
| 1993-1994 | David Robinson*          | C    | San Antonio Spurs       | 80      | 840                    | 10                     | 693                    | 2383         | 29,8            | [ 83 ] [ 84 ]   |
| 1994-1995 | Shaquille O'Neal         | C    | Orlando Magic           | 79      | 930                    | 0                      | 455                    | 2315         | 29,3            | [ 86 ] [ 87 ]   |
| 1995-1996 | Michael Jordan* (8)      | G    | Chicago Bulls           | 82      | 916                    | 111                    | 548                    | 2491         | 30,4            | [ 75 ] [ 88 ]   |
| 1996-1997 | Michael Jordan* (9)      | G    | Chicago Bulls           | 82      | 920                    | 111                    | 480                    | 2431         | 29,6            | [ 75 ] [ 89 ]   |
| 1997-1998 | Michael Jordan* (10)     | G    | Chicago Bulls           | 82      | 881                    | 30                     | 565                    | 2357         | 28,7            | [ 75 ] [ 90 ]   |
| 1998-1999 | Allen Iverson            | G    | Philadelphia 76ers      | 48      | 435                    | 58                     | 356                    | 1284         | 26,8            | [ 93 ] [ 94 ]   |
| 1999-2000 | Shaquille O'Neal (2)     | C    | Los Angeles Lakers      | 79      | 956                    | 0                      | 432                    | 2344         | 29,7            | [ 87 ] [ 95 ]   |
| 2000-2001 | Allen Iverson (2)        | G    | Philadelphia 76ers      | 71      | 762                    | 98                     | 585                    | 2207         | 31,1            | [ 94 ] [ 97 ]   |
| 2001-2002 | Allen Iverson (3)        | G    | Philadelphia 76ers      | 60      | 665                    | 78                     | 475                    | 1883         | 31,4            | [ 94 ] [ 99 ]   |
| 2002-2003 | Tracy McGrady            | A    | Orlando Magic           | 75      | 829                    | 173                    | 576                    | 2407         | 32,1            | [ 101 ] [ 102 ] |
| 2003-2004 | Tracy McGrady (2)        | A    | Orlando Magic           | 67      | 653                    | 174                    | 398                    | 1878         | 28,0            | [ 102 ]         |
| 2004-2005 | Allen Iverson (4)        | G    | Philadelphia 76ers      | 75      | 771                    | 104                    | 656                    | 2302         | 30,7            | [ 94 ]          |
| 2005-2006 | Kobe Bryant              | G    | Los Angeles Lakers      | 80      | 978                    | 180                    | 696                    | 2832         | 35,4            | [ 104 ]         |
| 2006-2007 | Kobe Bryant (2)          | G    | Los Angeles Lakers      | 77      | 813                    | 137                    | 667                    | 2430         | 31,6            | [ 104 ]         |
| 2007-2008 | LeBron James             | A    | Cleveland Cavaliers     | 75      | 794                    | 113                    | 549                    | 2250         | 30,0            | [ 106 ]         |
| 2008-2009 | Dwyane Wade              | G    | Miami Heat              | 79      | 854                    | 88                     | 590                    | 2386         | 30,2            | [ 107 ]         |
| 2009-2010 | Kevin Durant             | A    | Oklahoma City Thunder   | 82      | 794                    | 128                    | 756                    | 2472         | 30,1            | [ 108 ]         |
| 2010-2011 | Kevin Durant (2)         | A    | Oklahoma City Thunder   | 78      | 711                    | 145                    | 594                    | 2161         | 27,7            | [ 108 ]         |
| 2011-2012 | Kevin Durant (3)         | A    | Oklahoma City Thunder   | 66      | 643                    | 133                    | 431                    | 1850         | 28,0            | [ 108 ]         |
| 2012-2013 | Carmelo Anthony          | A    | New York Knicks         | 67      | 669                    | 157                    | 425                    | 1920         | 28,7            | [ 110 ]         |
| 2013-2014 | Kevin Durant (4)         | A    | Oklahoma City Thunder   | 81      | 849                    | 192                    | 703                    | 2593         | 32,0            | [ 108 ]         |
| 2014-2015 | Russell Westbrook        | P    | Oklahoma City Thunder   | 67      | 627                    | 86                     | 546                    | 1886         | 28,1            | [ 111 ]         |
| 2015-2016 | Stephen Curry            | P    | Golden State Warriors   | 79      | 805                    | 402                    | 363                    | 2375         | 30,1            | [ 112 ]         |
| 2016-2017 | Russell Westbrook (2)    | P    | Oklahoma City Thunder   | 81      | 824                    | 200                    | 710                    | 2558         | 31,6            | [ 111 ]         |
| 2017-2018 | James Harden             | G    | Houston Rockets         | 72      | 651                    | 265                    | 624                    | 2191         | 30,4            | [ 114 ]         |
| 2018-2019 | James Harden (2)         | G    | Houston Rockets         | 78      | 843                    | 378                    | 754                    | 2818         | 36,1            | [ 114 ]         |
| 2019-2020 | James Harden (3)         | G    | Houston Rockets         | 68      | 672                    | 299                    | 692                    | 2335         | 34,3            | [ 114 ]         |
| 2020-2021 | Stephen Curry (2)        | P    | Golden State Warriors   | 63      | 658                    | 337                    | 362                    | 2015         | 32,0            | [ 112 ]         |
| 2021-2022 | Joel Embiid              | C    | Philadelphia 76ers      | 68      | 666                    | 93                     | 654                    | 2079         | 30,6            | [ 115 ]         |
| 2022-2023 | Joel Embiid (2)          | C    | Philadelphia 76ers      | 66      | 728                    | 66                     | 661                    | 2183         | 33,1            | [ 115 ]         |
| 2023-2024 | Luka Dončić              | G    | Dallas Mavericks        | 70      | 804                    | 284                    | 478                    | 2370         | 33,9            | [ 116 ]         |
| 2024-2025 | Shai Gilgeous-Alexander  | G    | Oklahoma City Thunder   | 76      | 860                    | 163                    | 601                    | 2484         | 32,7            | [ 117 ]         |

## Statistiche

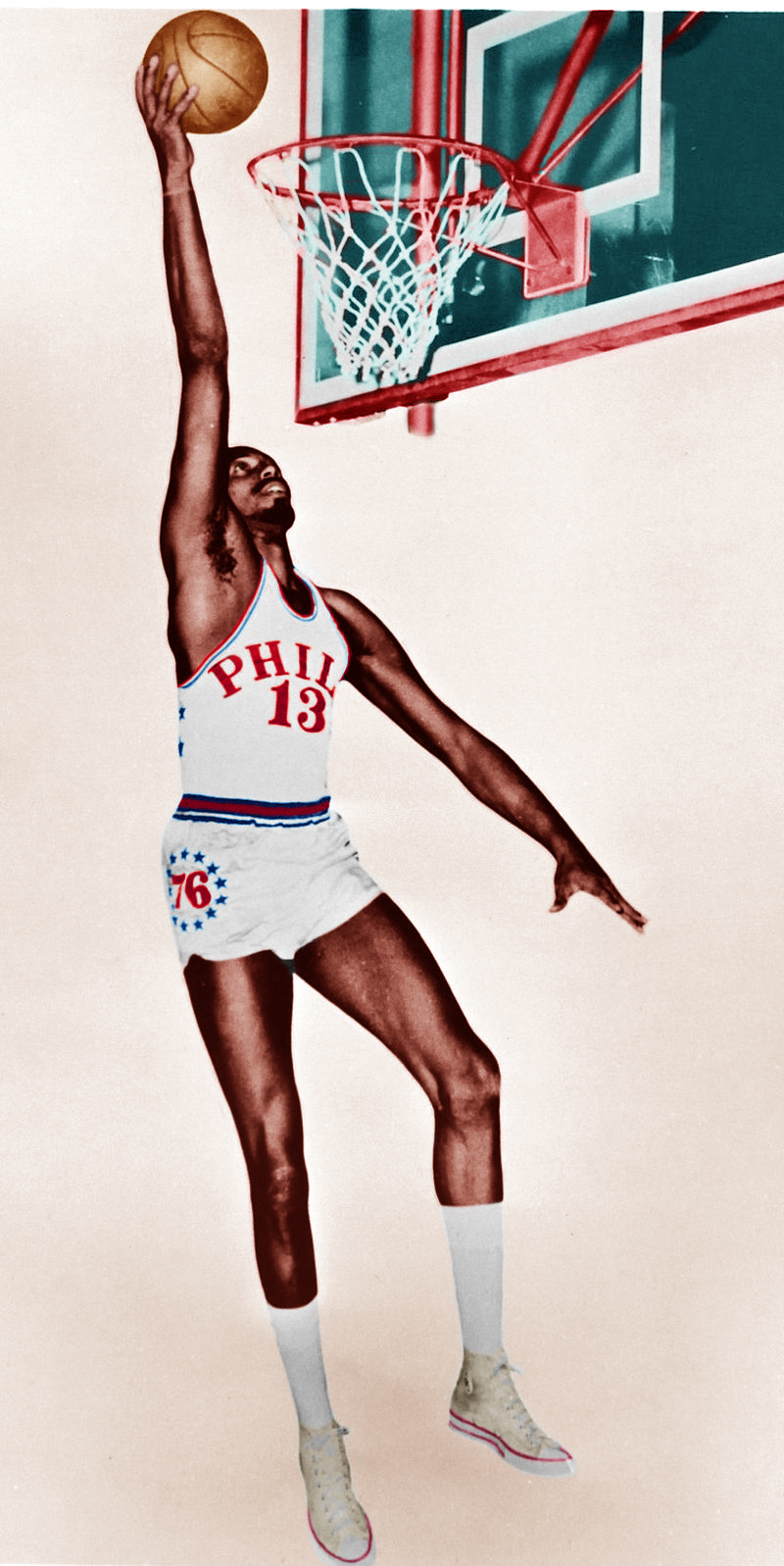
Il centro Wilt Chamberlain è stato il miglior realizzatore della lega per 7 stagioni consecutive durante gli anni sessanta

Wilt Chamberlain detiene il record per il maggiore numero totale di punti (4029) e per la più alta media punti a partita (50,4) in una stagione; entrambi i traguardi furono raggiunti nella stagione 1961–62, quando il pivot giocava nei Philadelphia Warriors e si aggiudicò il terzo dei suoi sette titoli di miglior marcatore (tutti ottenuti consecutivamente). Chamberlain detiene anche il record per la media punti a partita più alta mai ottenuta da un rookie, 37,6 nel 1960.
Michael Jordan ha vinto il numero record di 10 titoli di top scorer, tutti con i Chicago Bulls (ad oggi la squadra con più titoli di miglior marcatore, 10), ininterrottamente tra la stagione '86-'87 e quella '97-'98 escluso il 1994 (anno in cui non giocò per il suo primo ritiro) e il 1995 (quando rientrò sul parquet a stagione inoltrata). Jordan e Chamberlain sono gli unici cestisti NBA ad aver vinto sette titoli consecutivi.
Tra i giocatori in attività, James Harden ha ottenuto il maggiore totale punti (2818) e la migliore media (36,1), raggiunti entrambi nella stagione 2018-19. Kevin Durant, con i suoi 21 anni di età al suo primo anno da miglior marcatore (2009-2010), è invece il più giovane giocatore NBA ad aver vinto il premio.

### Plurivincitori
| Titoli vinti | Nome                | Squadra                                           | Anni                                                       |
| ------------ | ------------------- | ------------------------------------------------- | ---------------------------------------------------------- |
| 10           | Michael Jordan      | Chicago Bulls                                     | 1987, 1988, 1989, 1990, 1991, 1992, 1993, 1996, 1997, 1998 |
| 7            | Wilt Chamberlain    | Philad. Warriors S.F. Warriors Philadelphia 76ers | 1960, 1961, 1962, 1963, 1964, 1965, 1966                   |
| 4            | Kevin Durant        | Oklahoma Thunder                                  | 2010, 2011, 2012, 2014                                     |
| 4            | George Gervin       | San Antonio Spurs                                 | 1978, 1979, 1980, 1982                                     |
| 4            | Allen Iverson       | Philadelphia 76ers                                | 1999, 2001, 2002, 2005                                     |
| 3            | George Mikan        | Minneapolis Lakers                                | 1949, 1950, 1951                                           |
| 3            | Neil Johnston       | Philad. Warriors                                  | 1953, 1954, 1955                                           |
| 3            | Bob McAdoo          | Buffalo Braves                                    | 1974, 1975, 1976                                           |
| 3            | James Harden        | Houston Rockets                                   | 2018, 2019, 2020                                           |
| 2            | Paul Arizin         | Philad. Warriors                                  | 1952, 1957                                                 |
| 2            | Bob Pettit          | St. Louis Hawks                                   | 1956, 1959                                                 |
| 2            | Kareem Abdul-Jabbar | Milwaukee Bucks                                   | 1971, 1972                                                 |
| 2            | Shaquille O'Neal    | Orlando Magic L.A. Lakers                         | 1995, 2000                                                 |
| 2            | Tracy McGrady       | Orlando Magic                                     | 2003, 2004                                                 |
| 2            | Kobe Bryant         | L.A. Lakers                                       | 2006, 2007                                                 |
| 2            | Russell Westbrook   | Oklahoma Thunder                                  | 2015, 2017                                                 |
| 2            | Stephen Curry       | G.S. Warriors                                     | 2016, 2021                                                 |
| 2            | Joel Embiid         | Philadelphia 76ers                                | 2022, 2023                                                 |

### Accoppiate

#### MVP stagionale - miglior marcatore
I seguenti giocatori sono riusciti a conquistare nella stessa stagione sia il titolo di MVP stagionale (assegnato dalla stagione 1955-1956) sia quello di miglior realizzatore:
- Bob Pettit (1955-1956, 1958-1959)
- Wilt Chamberlain (1959-1960, 1965-1966)
- Lew Alcindor / Kareem Abdul-Jabbar[45] (1970-1971, 1971-1972)
- Bob McAdoo (1974-1975)
- Michael Jordan (1987-1988, 1990-1991, 1991-1992, 1995-1996, 1997-1998)
- Shaquille O'Neal (1999-2000)
- Allen Iverson (2000-2001)
- Kevin Durant (2013-2014)
- Stephen Curry (2015-2016)
- Russell Westbrook (2016-2017)
- James Harden (2017-2018)
- Joel Embiid (2022-2023)
- Shai Gilgeous-Alexander (2024-2025)

Nella stagione 1987-1988 Jordan si aggiudicò (assieme al titolo di miglior marcatore e a quello di miglior giocatore stagionale) il trofeo di miglior difensore della Lega. Rimane tuttora l'unico giocatore ad aver vinto la classifica dei realizzatori ed essere stato eletto come miglior difensore nella stessa stagione.

#### Titolo NBA - miglior marcatore
A partire dalla stagione NBA 1969–70, solo tre giocatori sono riusciti a vincere, nello stesso anno, sia il titolo di miglior realizzatore sia il titolo NBA:
- Kareem Abdul-Jabbar[45] nel 1971 con i Milwaukee Bucks
- Michael Jordan dal 1991 al 1993 e dal 1996 al 1998 con i Chicago Bulls
- Shaquille O'Neal nel 2000 con i Los Angeles Lakers.[1][120]
- Shai Gilgeous-Alexander nel 2025 con gli Oklahoma City Thunder.

In tutte e nove le occasioni i giocatori sopraindicati si aggiudicarono anche il premio di MVP delle finali.
Inoltre Jabbar (nel 1971), Jordan (nel 1991, 1992, 1996 e 1998), O'Neal (2000) e Gilgeous-Alexander (2025) sono anche i soli ad essere riusciti a vincere nello stesso anno i titoli di miglior marcatore e MVP stagionale, l'anello NBA e il premio per il miglior giocatore delle finali.
Jordan nel 1996 e nel 1998 si aggiudicò anche il premio come miglior giocatore dell'All-Star Game.

#### Miglior marcatore e miglior uomo assist
Nate Archibald, dei Kansas City-Omaha Kings, è stato, ad oggi, l'unico giocatore NBA a concludere la stagione regolare (quella 1972-1973) conducendo la Lega sia negli assist sia nei punti.

#### Miglior marcatore e miglior rimbalzista
Ad oggi due soli giocatori (Chamberlain vi è riuscito però più volte, 5, di cui 4 consecutive) sono riusciti a concludere una stagione NBA con la miglior media-punti e contemporaneamente la miglior media rimbalzi: 
- Neil Johnston (1954–55)
- Wilt Chamberlain (1959–60, 1960–1961, 1961–62, 1962–63, 1965–66)

Al termine della stagione 1965–66 Chamberlain ricevette il premio di MVP stagionale della Lega.